# Мизандрия
Мизандрията (мъжемразие) е омраза, презрение или предразсъдъци към мъже или момчета.
Мизандрията е антоним на мизогинията – омразата към жени или момичета. Друг термин е мизантропията, което е омраза или презрение към човечеството като цяло.
Активисти за правата на мъжете критикуват съвременните закони относно развода, домашното насилие, военната служба, обрязването (известно като генитално осакатяване на мъже) и третирането на мъже жертви на изнасилване като примери за институционална мизандрия. Напоследък посочват официални държавни факти като далеч по-леките присъди за убийство, които жените получават, близо 80 процента от разводите са започнати от жени, при това в над 90 процента от случаите жените получават попечителство, ограбвайки парите имотите на бащите на децата, военна служба само за мъже, несравнимо по-ниското заплащане в  модни, музикални, телевизионни и други индустрии, арести и осъждане на мъже без доказателства за вина след нарочни женски обвинения (давайки примери с библейски притчи като Езавел), и други.
В интернет епохата (периода, в който интернетът е широко разпространен), потребителите, които публикуват във форуми на теми опозиция на феминизма като 4chan и Reddit, насочени към активизма за правата на мъжете (MRAs), твърдят, че мизандрията е широко разпространена, установена в преференциалното третиране на жените и се проявява чрез дискриминация срещу мъжете. Тази гледна точка се отрича от повечето социолози, антрополози и учени по изследвания на пола, които противоречат на това, че мизандрията не е културна институция, нито еквивалентна по обхват на женомразството, което е много по-дълбоко вкоренено в обществото и по-тежко по своите последствия. Много учени критикуват MRA за насърчаване на фалшива еквивалентност между мизандрия и мизогиния, като твърдят, че съвременният активизъм около мизандрията представлява антифеминистка реакция, насърчавана от маргинализирани мъже.

## Етимология
Думата произхожда от гръцкото μισανδρία, съставена от μῖσος (чете се „мисос“, в превод: „омраза“) и ἀνδρός (чете се „андрос“, в превод: „мъжки“).